# HD 90156
HD 90156 — одиночная звезда в созвездии Гидры на расстоянии около 72 световых лет (около 21,9 парсек) от Солнца. Видимая звёздная величина звезды — +6,932m. Возраст звезды определён как около 8,074 млрд лет.
Вокруг звезды обращается, как минимум, одна планета.

## Характеристики
HD 90156 — жёлтый карлик спектрального класса G5V, или G5, или G6. Масса — около 0,95 солнечной, радиус — около 0,887 солнечного, светимость — около 0,716 солнечной. Эффективная температура — около 5538 K.

## Планетная система
В 2009 году группой астрономов было объявлено об открытии планеты HD 90156 b.
В 2019 году учёными, анализирующими данные проектов Hipparcos и Gaia, у звезды обнаружена планета HIP 50921 c.